# Rt Madona
Rt Madona, opisno: piranska Punta, je skrajni zahodni konec polotoka, na katerem leži Piran in v Tržaškem zalivu razmejuje Koprski in Piranski zaliv. Nedaleč od rta Madona leži s 37,25 m najgloblja točka Tržaškega zaliva, popularno imenovana »podvodni Triglav«. 
Podvodni svet ob rtu Madona v velikosti 13 ha je zavarovan kot naravni spomenik.

## Naravni spomenik
Območje naravnega spomenika, ki je v geomorfološkem smislu izredno zanimivo, je za razliko od ostalih zaščitenih predelov obdano z valobranskimi skalami. Pod vodo je trdno kamnito dno, z večjimi in manjšimi skalnatimi kladami in osamelci, ki spremlja obrežni pas v vsej njegovi dolžini, se enakomerno spušča do nekaj metrov v globino, nakar se s strmejšim skokom v pregibu spusti do sedimentnega dna. 
Rt Madona (piranska Punta) je eden najizrazitejših, najdostopnejših in obenem tudi dokaj ogroženih (ribolov, rekreacija) predelov slovenskega obalnega morja z izredno pestrim živalskim in rastlinskim svetom. Podvodni svet rta Madona je zaradi izredne pestrosti različnih habitatov ter rastlinskih in živalskih vrst nedvomno edinstven tako za slovensko obalno morje kakor tudi za celoten Tržaški zaliv. Kljub svojim skromnim dimenzijam je nenadomestljiv delček v mozaiku biotske raznolikosti tega najsevernejšega dela Sredozemlja.
Polž veliki svitek (turban) (Astrea rugosa) je simbol naravnega spomenika Rt Madona, je tudi dokaj ogrožen, saj je zaradi svojega prelepega oranžno-belega pokrovčka (operkuluma) prepogosto tarča obiskovalcev podvodnega sveta piranske punte in izdelovalcev nakita.

## Alge
Dno od obrežne črte do pregiba je poraslo z algalno zarastjo - predvsem z vrstami rodov Cystoseira, Sargassum, Dictyota, Halimeda in Padina. Po pregibu je manj cistozire, pogosteje pa se pojavljajo litotamnijske alge (Pseudolithophyllum sp.) ter predstavniki rodov Codium. 

## Živali
Tu najdemo naslednje živalske vrste:
- obe vrsti morskega konjička - kratkonosega (Hippocampus antiquorum) in dolgonosega (Hippocampus guttulatus).
- babice (Blennidae) in glavači (Gobiidae)
- v gozdičkih cistozire se pasejo ribe iz družine usnjač (Labridae): veliki lumbraki (Crenilabrus tinca),
- v algah si spletajo gnezda pavlinke (Crenilabrus ocellatus) in svetli inci (Crenilabrus cinereus)
- med algami se skrivajo rjavolisaste kosirice (Crenilabrus quinquemaculatus)
- pod večjimi kamni pa rdečerjave mediteranke (Crenilabrus mediterraneus)
- na mulju si najdejo zatočišče bokoplutnice iz družine listov (Soleidae) in rombov (Bothidae), morskih zmajev (Trachinidae), zvezdogledov (Uranoscopus scaber)
- med skalami najdemo tudi škarpeno, pogosteje rjavo (Scorpaena porcus) in redkeje veliko rdečo (Scorpaena scrofa).
- v povsem plitvi vodi lahko pogosto vidimo veliko jato salp (Boops salpa), srebrne špare (Diplodus annularis), fratre (Diplodus vulgaris), prečno progasti šarge (Diplodus sargus), pic (Charax puntazzo), sivkaste ušate (Oblada melanura), ciplji zlatci (Mugil auratus), kantre (Cantharus cantharus), orade (Sparus auratus), ovčice (Lithognathus mormirus), brancine (Morone labrax)
- med stalne prebivalce Rta Madona spadajo tudi pirke (Serranus scriba), volčiči (Serranellus hepatus)
- največja značilnost Rta Madona je verjetno velika kolonija kavalov (Johnius umbra), ki so se po zaslugi zaščitenosti območja precej razmnožili
- tokovi včasih prinesejo večje meduze, med drugim tudi kompasne klobučnjake (Chrysaora hysoscella).